# Maksim Konczałowski

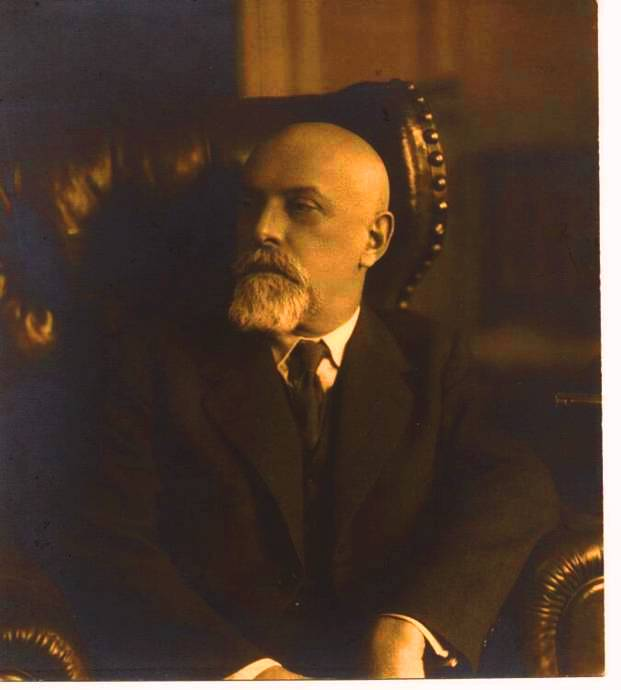
Maksim Konczałowski

Maksim Pietrowicz Konczałowski (ros. Максим Петрович Кончаловский, ur.  1875, zm. 1942) – rosyjski lekarz, reumatolog. Studiował medycynę na Uniwersytecie Moskiewskim, studia ukończył w 1899, tytuł doktora medycyny otrzymał w 1910. Od 1929 na katedrze terapii klinicznej macierzystej uczelni. Był autorem ponad 150 prac.